# تنوع خاک
تنوع خاک یا گوناگونی خاک (به انگلیسی: Pedodiversity)، به گوناگونی ویژگی‌های خاک (که معمولاً با طبقه‌بندی خاک مشخص می‌شود) در یک منطقه است. مطالعات تنوع خاک نخست با تجزیه و تحلیل روابط سری-منطقه خاک آغاز شد (بکت و بی، 1978). به گفته گوو و همکاران (۲۰۰۳)، اصطلاح تنوع خاک توسط مک براتنی (1992) گسترش یافت که راهبردهای حفاظت چشم‌انداز را بر پایهٔ تنوع خاک مورد بحث قرار داد. اخیراً، بررسی‌های تنوع خاک با استفاده از شاخص‌هایی که معمولاً برای توصیف تنوع زیستی به کار می‌روند، انجام شده‌است. ایبانز و همکاران (۱۹۹۵)، برای نخستین بار شاخص‌های تنوع بوم‌شناختی را به عنوان معیارهای تنوع خاک معرفی کرد. این‌ها شامل غنای گونه‌ای،  فراوانی و شاخص شانون هستند. غنا تعداد انواع مختلف خاک است که شمار طبقه خاک در سطح خاصی در یک سیستم طبقه‌بندی می‌باشد. فراوانی به عنوان توزیع تعداد فردی خاک تعریف می‌شود.
دانشمندان خاک به‌طور کارکردگرایانه مفهوم تنوع زیستی را سازگار ساختند و از شاخص تنوع مانند شاخص شانون با استفاده از انواع سیستم‌های طبقه‌بندی خاک بین‌المللی به خوبی پذیرفته‌شده بهره‌گیری کرده‌اند.